# Oxytropis podocarpa
Oxytropis podocarpa är en ärtväxtart som beskrevs av Asa Gray. Oxytropis podocarpa ingår i släktet klovedlar, och familjen ärtväxter. Inga underarter finns listade i Catalogue of Life.